# UCI Àsia Tour 2011-2012
L'UCI Àsia Tour 2011-2012 és la vuitena edició de l'UCI Àsia Tour, un dels cinc circuits continentals de ciclisme de la Unió Ciclista Internacional. Està format per 29 proves, organitzades del 2 d'octubre de 2011 al 30 de setembre de 2012 a Àsia.

## Evolució del calendari

### Octubre de 2011
| Data  | Cursa             | País            | Cat. | Vencedor          | Equip                   |
| ----- | ----------------- | --------------- | ---- | ----------------- | ----------------------- |
| 2-12  | Volta a Indonèsia | Indonèsia       | 2.2  | Eric Sheppard     | Plan B Racing           |
| 20-28 | Tour de Hainan    | R.P. de la Xina | 2.HC | Valentín Iglinski | Astana Qazaqstan Team   |
| 23    | Japan Cup         | Japó            | 1.HC | Nathan Haas       | Genesys Wealth Advisers |

### Novembre de 2011
| Data  | Cursa               | País            | Cat. | Vencedor         | Equip                |
| ----- | ------------------- | --------------- | ---- | ---------------- | -------------------- |
| 1-5   | Volta al llac Taihu | R.P. de la Xina | 2.2  | Boris Shpilevsky | Tabriz Petrochemical |
| 12-13 | Tour d'Okinawa      | Japó            | 2.2  | Kazuhiro Mori    | Aisan Racing         |

### Febrer de 2012
| Data  | Cursa                                                 | País     | Cat. | Vencedor               | Equip                          |
| ----- | ----------------------------------------------------- | -------- | ---- | ---------------------- | ------------------------------ |
| 5-10  | Tour de Qatar                                         | Qatar    | 2.HC | Tom Boonen             | Omega Pharma-Quick Step        |
| 14-19 | Tour d'Oman                                           | Oman     | 2.HC | Peter Velits           | Omega Pharma-Quick Step        |
| 15    | Campionats d'Àsia de ciclisme - contrarellotge sub-23 | Malàisia | CC   | Arvin Moazemi Goudarzi | Equip nacional de l'Iran       |
| 15    | Campionats d'Àsia de ciclisme - contrarellotge        | Malàisia | CC   | Eugen Wacker           | Equip nacional del Kirguizstan |
| 17    | Campionats d'Àsia de ciclisme - cursa en ruta sub-23  | Malàisia | CC   | Tomohiro Kinoshita     | Equip nacional del Japó        |
| 18    | Campionats d'Àsia de ciclisme - cursa en ruta         | Malàisia | CC   | Wong Kam Po            | Equip nacional de Hong Kong    |
| 24-4  | Tour de Langkawi                                      | Malàisia | 2.HC | José Serpa             | Androni Giocattoli-Venezuela   |

### Març de 2012
| Data  | Cursa          | País        | Cat. | Vencedor     | Equip                       |
| ----- | -------------- | ----------- | ---- | ------------ | --------------------------- |
| 10-16 | Tour de Taïwan | Xina Taipei | 2.1  | Rhys Pollock | Drapac Professional Cycling |

### Abril de 2012
| Data  | Cursa                 | País          | Cat. | Vencedor              | Equip                      |
| ----- | --------------------- | ------------- | ---- | --------------------- | -------------------------- |
| 1-6   | Tour de Tailàndia     | Tailàndia     | 2.2  | Mitchell Lovelock-Fay | Equip nacional d'Austràlia |
| 14-17 | Tour de les Filipines | Filipines     | 2.2  | Baler Ravina          | GO21                       |
| 22-29 | Tour de Corea         | Corea del Sud | 2.2  | Park Sung-baek        | KSPO                       |
| 27-1  | Tour de Borneo        | Malàisia      | 2.2  | Michael Torckler      | PureBlack Racing           |

### Maig de 2012
| Data  | Cursa                 | País     | Cat. | Vencedor             | Equip            |
| ----- | --------------------- | -------- | ---- | -------------------- | ---------------- |
| 8-13  | Jelajah Malaysia      | Malàisia | 2.2  | Yusuf Abrekov        | Uzbekistan Suren |
| 11-16 | Tour de l'Azerbaidjan | Iran     | 2.2  | Javier Ramírez Abeja | Andalucía        |
| 20-27 | Volta al Japó         | Japó     | 2.2  | Fortunato Baliani    | Nippo            |
| 31-3  | Tour de Kumano        | Japó     | 2.2  | Fortunato Baliani    | Nippo            |

### Juny de 2012
| Data  | Cursa                 | País            | Cat. | Vencedor         | Equip                           |
| ----- | --------------------- | --------------- | ---- | ---------------- | ------------------------------- |
| 4-10  | Tour de Singkarak     | Indonèsia       | 2.2  | Óscar Pujol      | Azad University Cross           |
| 17    | Tour de Jakarta       | Indonèsia       | 1.2  | Chris Joven      | Equip nacional de les Filipines |
| 29-12 | Tour del llac Qinghai | R.P. de la Xina | 2.HC | Hossein Alizadeh | Tabriz Petrochemical Team       |

### Agost de 2012
| Data | Cursa                 | País      | Cat. | Vencedor       | Equip        |
| ---- | --------------------- | --------- | ---- | -------------- | ------------ |
| 29-1 | Tour de Java oriental | Indonèsia | 2.2  | Ivan Tsissaruk | Astana Track |

### Setembre de 2012
| Data  | Cursa              | País            | Cat. | Vencedor            | Equip                     |
| ----- | ------------------ | --------------- | ---- | ------------------- | ------------------------- |
| 7-13  | Volta a la Xina I  | R.P. de la Xina | 2.1  | Martin Pedersen     | Christina Watches-Onfone  |
| 15-17 | Tour d'Hokkaido    | Japó            | 2.2  | Maximiliano Richeze | Nippo                     |
| 16-23 | Volta a la Xina II | R.P. de la Xina | 2.1  | Stefan Schumacher   | Christina Watches-Onfone  |
| 26-30 | Tour de Brunei     | Brunei          | 2.2  | Hossein Alizadeh    | Tabriz Petrochemical Team |

### Proves anul·lades
| Data        | Prova                                | País          | Cat. | Causa |
| ----------- | ------------------------------------ | ------------- | ---- | ----- |
| 23 octubre  | Tour de Seul                         | Corea del Sud | 1.2  |       |
| 11 des.     | Tour de la Mar de la Xina Meridional | Hong Kong     | 1.2  |       |
| 22 gener    | Tour de Bombai I                     | Índia         | 1.2  |       |
| 26 gener    | Tour de Bombai II                    | Índia         | 1.2  |       |
| 29 gener    | Tour de Bombai III                   | Índia         | 1.2  |       |
| 23/4 abril  | Tour del Paquistan                   | Pakistan      | 2.2  |       |
| 25 març     | Tour de l'Índia III                  | Índia         | 1.2  |       |
| 28 març     | Tour de l'Índia I                    | Índia         | 1.2  |       |
| 1 abril     | Tour de l'Índia II                   | Índia         | 1.2  |       |
| 22 abril    | Melaka Governor Cup                  | Malàisia      | 1.2  |       |
| 20-24 maig  | Tour al Golf Pèrsic                  | Iran          | 2.2  |       |
| 16 juny     | Golan I                              | Síria         | 1.2  |       |
| 18 juny     | Golan II                             | Síria         | 1.2  |       |
| 25-29 agost | Kerman Tour                          | Iran          | 2.2  |       |
| 1-5 set.    | Milad de Nour Tour                   | Iran          | 2.2  |       |

## Classificacions
- Font: UCI Àsia Tour

| #   | Ciclista                  | Equip                        | Pts    |
| 1.  | Hossein Alizadeh (IRI)    | Tabriz Petrochemical         | 223    |
| 2.  | Stefan Schumacher (GER)   | Christina Watches-Onfone     | 221,33 |
| 3.  | Andrea Guardini (ITA)     | Farnese Vini-Selle Italia    | 216    |
| 4.  | Wong Kam Po (HKG)         | -                            | 210    |
| 5.  | Taiji Nishitani (JPN)     | Aisan Racing                 | 207    |
| 6.  | Luka Mezgec (SLO)         | Sava                         | 186    |
| 7.  | José Serpa (COL)          | Androni Giocattoli-Venezuela | 180    |
| 8.  | Hariff Salleh (MAS)       | Terengganu                   | 145    |
| 9.  | Maximiliano Richeze (ARG) | Nippo                        | 129    |
| 10. | Cameron Wurf (AUS)        | Champion System              | 121,33 |

| #   | Equip                        | País            | Pts    |
| 1.  | Terengganu                   | Malàisia        | 539    |
| 2.  | Tabriz Petrochemical         | Iran            | 440    |
| 3.  | Christina Watches-Onfone     | Dinamarca       | 432,98 |
| 4.  | Nippo                        | Japó            | 417    |
| 5.  | Champion System              | R.P. de la Xina | 414,99 |
| 6.  | Aisan Racing                 | Japó            | 346    |
| 7.  | Androni Giocattoli-Venezuela | Itàlia          | 290    |
| 8.  | Type 1-Sanofi                | Estats Units    | 288    |
| 9.  | Genesys Wealth Advisers      | Austràlia       | 267    |
| 10. | Farnese Vini-Selle Italia    | Regne Unit      | 258    |

| #   | País          | Pts    |
| 1.  | Kazakhstan    | 856,84 |
| 2.  | Japó          | 841    |
| 3.  | Malàisia      | 592    |
| 4.  | Iran          | 557    |
| 5.  | Hong Kong     | 449    |
| 6.  | Corea del Sud | 289    |
| 7.  | Uzbekistan    | 245    |
| 8.  | Indonèsia     | 207    |
| 9.  | Filipines     | 183    |
| 10. | Kirguizstan   | 170    |

| #   | País          | Pts    |
| 1.  | Kazakhstan    | 613,34 |
| 2.  | Malàisia      | 183    |
| 3.  | Japó          | 116    |
| 4.  | Indonèsia     | 92     |
| 5.  | Iran          | 73     |
| 6.  | Hong Kong     | 73     |
| 7.  | Vietnam       | 53     |
| 8.  | Corea del Sud | 46     |
| 9.  | Filipines     | 43     |
| 10. | Singapur      | 35     |